# Třída Wasp
Třída Wasp je třída amerických víceúčelových vrtulníkových výsadkových lodí (nesou označení LHD – Landing Helicopter Deck). Celkem bylo postaveno osm jednotek pojmenovaných Wasp, Essex, Kearsarge, Boxer, Bataan, Bonhomme Richard, Iwo Jima a Makin Island. Ve službě nahradily lodi třídy Iwo Jima. Jsou určeny k naložení, přepravě, provedení výsadku, velení a následné podpoře jednotky americké námořní pěchoty o 2 000 mužů (Marine Expeditionary Unit – MEU). Ta je z nich přepravována vzduchem pomocí vrtulníků, či po moři vyloďovacími čluny a obojživelnými vozidly. Jsou to první výsadkové lodě kategorie LHD, z nichž operují vznášedla Landing Craft Air Cushion (LCAC) a kolmostartující letouny AV-8B Harrier II.
USS Makin Island – poslední jednotka třídy Wasp byla postavena v modifikované podobě a je přechodem k následující třídě America. Liší se zejména použitým pohonným systémem a některé prameny ji považují za samostatnou třídu.

## Stavba

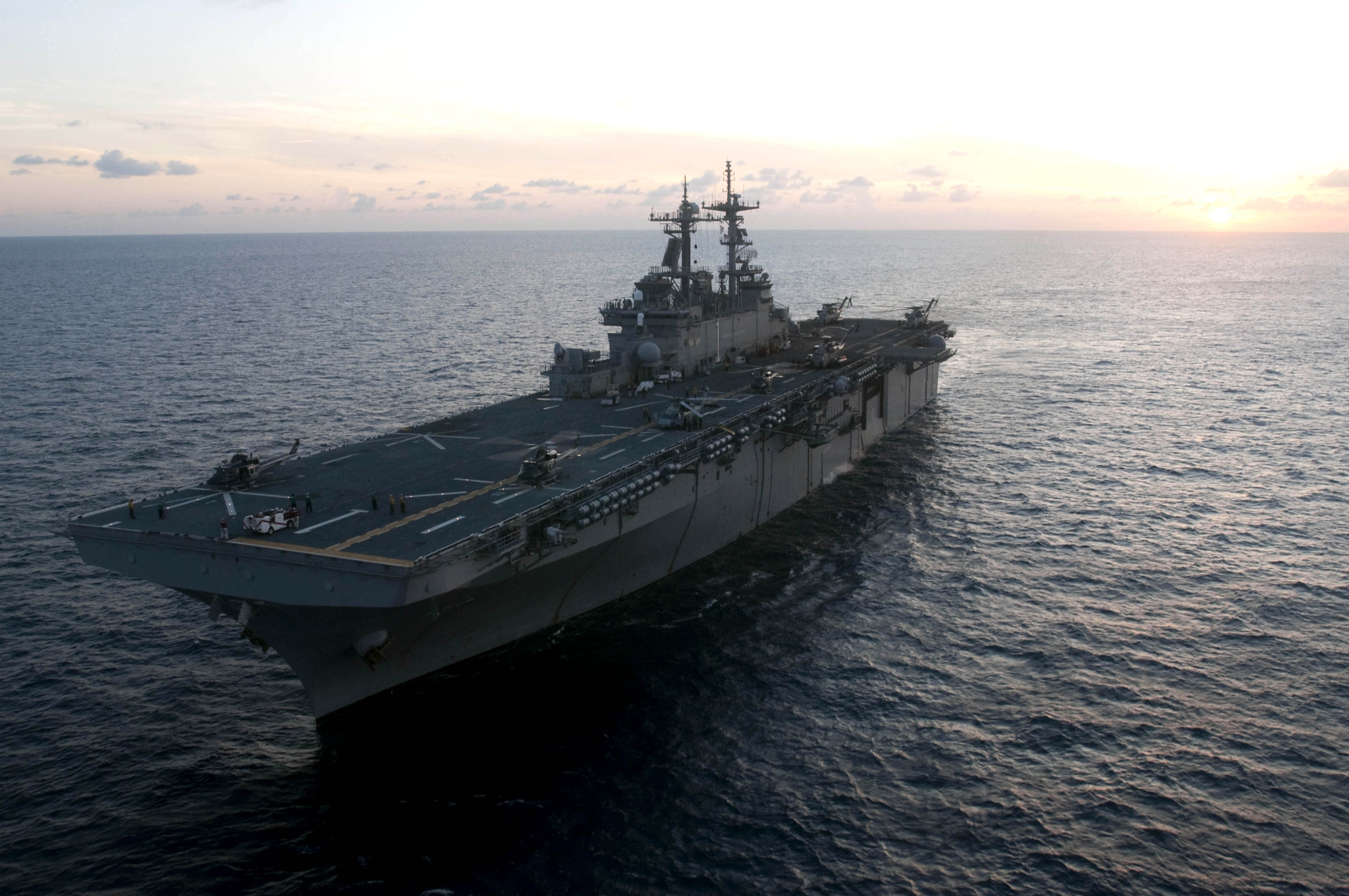
USS Wasp

Všechny lodi postavila loděnice Ingalls Shipbuilding v Pascagoule ve státě Mississippi. Původně byla plánována stavba pouze sedmi lodí, které byly dokončeny mezi lety 1989 a 2001. Stavba poslední lodi Makin Island byla objednána v roce 2002. Od ostatních se liší tím, že jí místo parních turbín pohání plynové turbíny. Makin Island do služby vstoupila v roce 2009.
Jednotky třídy Wasp:
| Jméno                        | Loděnice   | Spuštěna        | Vstup do služby   | Status                                            |
| ---------------------------- | ---------- | --------------- | ----------------- | ------------------------------------------------- |
| USS Wasp (LHD-1)             | Ingalls SB | 4. srpna 1987   | 26. července 1989 | aktivní                                           |
| USS Essex (LHD-2)            | Ingalls SB | 23. února 1991  | 17. října 1992    | aktivní                                           |
| USS Kearsarge (LHD-3)        | Ingalls SB | 26. března 1992 | 16. října 1993    | aktivní                                           |
| USS Boxer (LHD-4)            | Ingalls SB | 13. srpna 1993  | 11. února 1995    | aktivní                                           |
| USS Bataan (LHD-5)           | Ingalls SB | 18. května 1996 | 20. září 1997     | aktivní                                           |
| USS Bonhomme Richard (LHD-6) | Ingalls SB | 8. března 1997  | 15. srpna 1998    | v červenci 2020 těžce poškozena požárem, vyřazena |
| USS Iwo Jima (LHD-7)         | Ingalls SB | 4. února 2000   | 30. června 2001   | aktivní                                           |
| USS Makin Island (LHD-8)     | Ingalls SB | 22. září 2006   | 24. října 2009    | aktivní                                           |

## Konstrukce

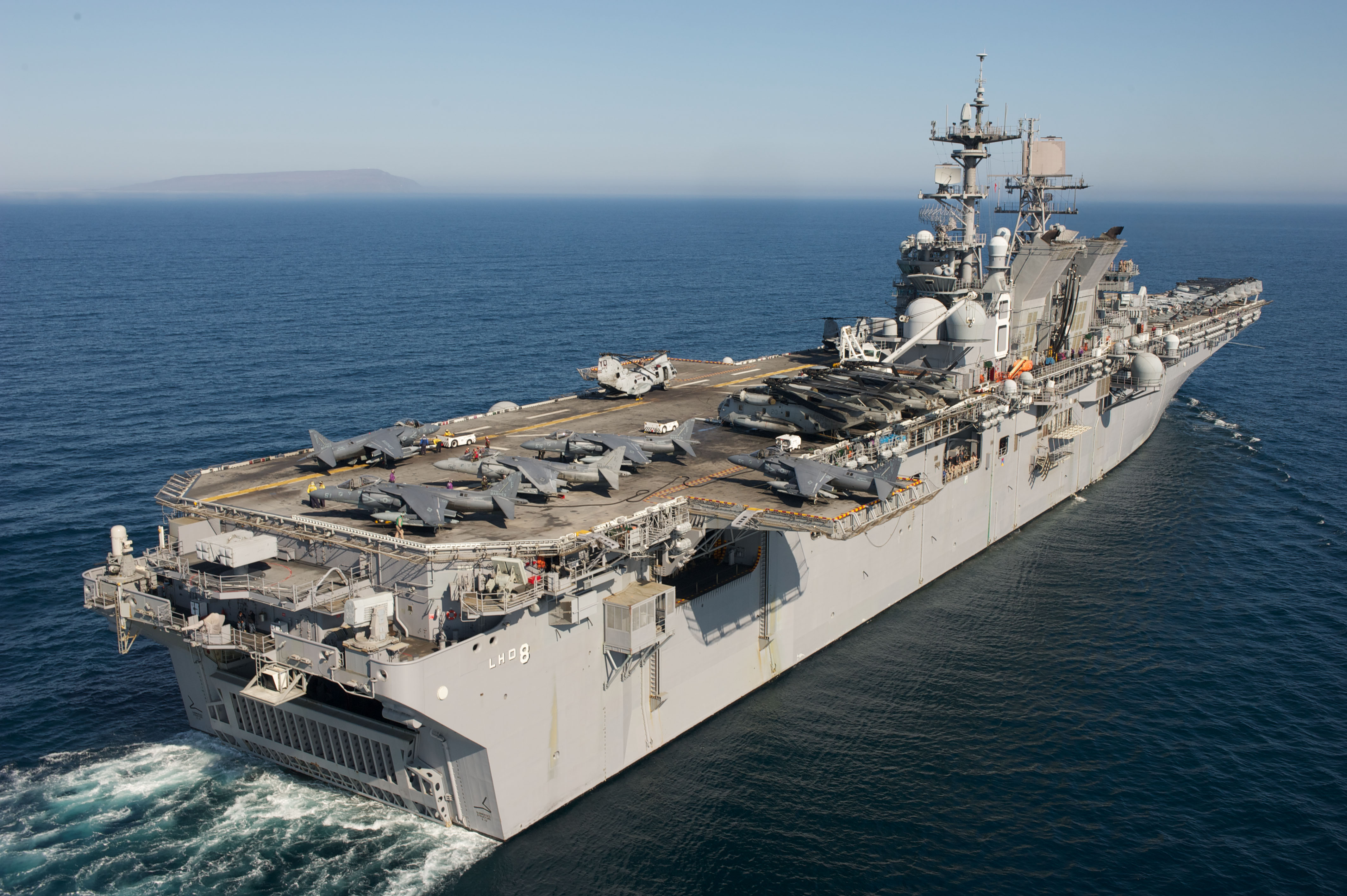
USS Makin Island

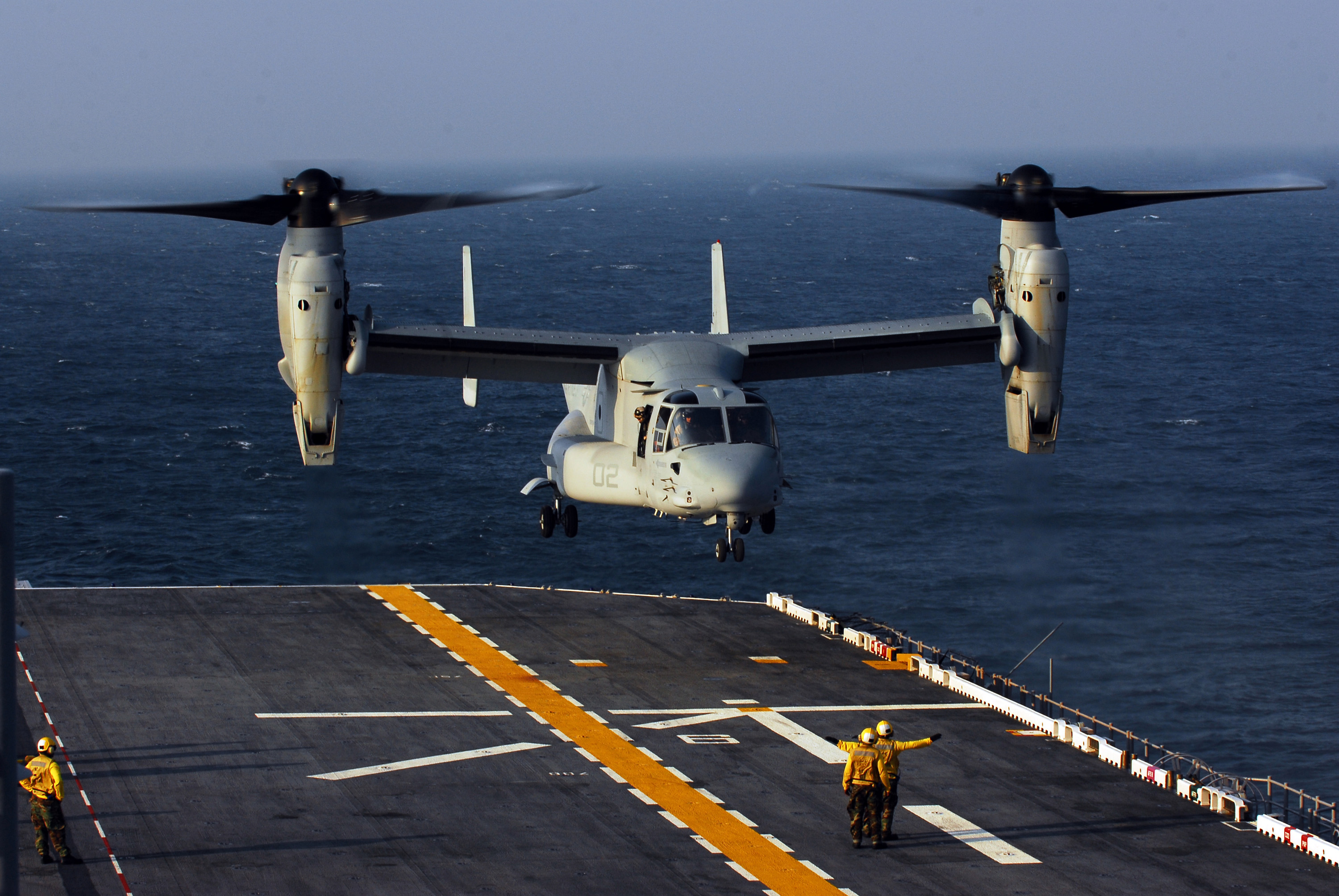
Přistání konvertoplánu V-22 Osprey na palubě USS Bataan

Konstrukce této třídy je dalším vylepšením koncepce předchozích lodí třídy Tarawa, z ních byl převzat trup a pohonný systém. Letová paluba má obdélníkový tvar se dvěma výtahy na jejích okrajích. Oba výtahy jsou za velitelským ostrovem, jeden na pravoboku, druhý na levoboku. Na zádi plavidla je ústí palubního doku.
Lodě nesou transportní a útočné vrtulníky, které doplňuje šest až osm útočných letounů AV-8B Harrier II. Typické složení letecké skupiny tvoří 12 transportních vrtulníků CH-46 Sea Knight, čtyři těžké transportní vrtulníky CH-53E Sea Stallion, tři lehčí UH-1 Huey a čtyři bitevní vrtulníky AH-1W Super Cobra. Plánováno je též nasazení letounů V-22 Osprey. Jinou variantou může být například 20 útočných letounů Harrier II a šest protiponorkových vrtulníků SH-60 Seahawk. Do hangáru se vejde ekvivalent 28 vrtulníků CH-46, zatímco ostatní stroje jsou na letové palubě.
K provedení výsadku slouží rovněž tři vznášedla Landing Craft Air Cushion (LCAC), či dva výsadkové čluny Utility Landing Craft (LCU), 12 výsadkových člunů LCM 6, šest výsadkových člunů LCM 8, nebo 61 vozidel Amphibious Assault Vehicle (LVTP-7), které vyplouvají z doku vraty na zádi lodi. Lodě typicky nesou pět tanků M1 Abrams, 25 lehkých obrněných vozidel, osm houfnic M198, 68 vozidel HMMWV a přibližně 30 dalších vozidel.
Obrannou výzbroj obvykle tvoří dvě osminásobná odpalovací zařízení protiletadlových řízených střel Sea Sparrow, dva raketové systémy blízké obrany RIM-116 RAM a dva 20mm hlavňové systémy blízké obrany Phalanx. Ty loď chrání proti hrozbám ze vzduchu, včetně protilodních střel. Výzbroj doplňují tři 25mm automatické kanóny Mk 38 a čtyři 12,7mm kulomety.
Lodě rovněž disponují palubní nemocnicí se šesti operačními sály a 600 lůžky. Pohonný systém tvoří dvě turbíny a dva kotle. Lodní šrouby jsou dva. Pouze poslední jednotku pohání plynové turbíny General Electric LM2500+. Nejvyšší rychlost dosahuje 23 uzlů.

## Služba
Výsadkové lodi Bonhomme Richard, Boxer a Iwo Jima byly nasazeny při podpoře operace Irácká svoboda.
Dne 12. července 2020 v 11:30 místního času vypukl na palubě výsadkové lodě Bonhomme Richard požár. Plavidlo právě procházelo údržbou a modernizací u mola č. 2 na námořní základně v San Diegu. Celkem 63 osob muselo být hospitalizováno. Uhašení požáru trvalo čtyři dny. Námořnictvo zvažovalo opravu plavidla či jeho přestavbu pro jiný účel (velitelská, nemocniční loď, tendr), ale všechny varianty se ukázaly příliš nákladné. Proto bylo rozhodnuto o vyřazení plavidla.